# Cratere Ubud
Ubud è un cratere sulla superficie di Marte.